# Enrico Baroni
Enrico Baroni (Firenze, 24 novembre 1892 – Mar Mediterraneo, 28 giugno 1940) è stato un militare italiano.

## Biografia
Nato a Firenze nel 1892, figlio di Luigi e di Evelina Batelli, Enrico Baroni entrò nell'Accademia navale di Livorno il 10 novembre 1911 e ne uscì il 27 agosto 1914 con il grado di guardiamarina. Durante la prima guerra mondiale prestò servizio dapprima sulle corazzate Roma e Conte di Cavour, poi sull'incrociatore corazzato Pisa ed infine, come primo direttore del tiro, sulla corazzata Dante Alighieri. Alla fine della guerra fu assegnato all'Ufficio Tecnico Armi Navali di Venezia, imbarcato sulla nave officina Quarnaro.
Ebbe poi il comando della torpediniera Cortellazzo e della torpediniera Pola. Successivamente, promosso capitano di corvetta, del cacciatorpediniere Aquilone. Dal 19 gennaio 1932 fu promosso capitano di fregata e nominato comandante in seconda dell'incrociatore pesante Fiume, mentre dal 7 settembre 1935 ricoprì il ruolo di Comandante Superiore in Estremo Oriente, con insegna sul posamine Lepanto a Shangai. Dopo il rimpatrio, fu promosso capitano di vascello (dal 1º gennaio 1937) e nominato comandante del Comando Marina di Cagliari, per poi essere destinato per alcuni mesi (gennaio - marzo 1939) al comando dell'incrociatore leggero Luigi Cadorna.
Dal 13 aprile 1939 gli fu affidato il comando prima della XV Squadriglia Cacciatorpediniere (sull'Antonio Pigafetta) che si recò alcuni mesi in Egeo di base a Lero, rientrando in Italia in dicembre. Tornato quindi a Taranto, per urgente sostituzione, dal 27 giugno 1940, della II Squadriglia Cacciatorpediniere, con bandiera sull'Espero, a causa di un improvviso malore del capitano di fregata Wladimiro Marselli titolare della squadriglia dal 26 aprile precedente. 
Il 27 giugno 1940 l'Espero, insieme ai gemelli Ostro e Zeffiro, salpò da Taranto diretto a Tobruch per una missione di trasporto veloce di alcune batterie controcarri; il giorno seguente, però, i tre cacciatorpediniere, avvistati da ricognitori britannici, vennero intercettati da cinque incrociatori leggeri britannici al comando del viceammiraglio John Tovey. Baroni decise di trattenere gli incrociatori britannici con la sua nave il più a lungo possibile, in modo da dare ad Ostro e Zeffiro il tempo necessario ad allontanarsi; il sacrificio dell'Espero permise infatti alle due unità gemelle di mettersi in salvo e raggiungere Bengasi e poi Tobruch. L'Espero, dopo due ore di combattimento contro le unità di Tovey, venne infine centrato ed immobilizzato dal tiro avversario, per poi essere finito dall'HMAS Sydney. Dopo aver dato ordini perché si provvedesse all'autoaffondamento ed all'abbandono della nave, Baroni tornò in plancia ed affondò con la sua nave. Alla sua memoria fu conferita la Medaglia d'Oro al Valor Militare.